# Kryzys konstytucyjny na Samoa
Kryzys konstytucyjny na Samoa w 2021 roku – spór konstytucyjny o obsadę stanowiska premiera Samoa pomiędzy dotychczasowym premierem Tuila’epą Sailele Malielegaoi z Partii Ochrony Praw Człowieka (Human Rights Protection Party, HRPP) a Naomi Mataʻafą, liderką partii Faʻatuatua i le Atua Samoa ua Tasi.

## Przebieg
9 kwietnia 2021 na Samoa odbyły się wybory parlamentarne. Rządząca od 1982 Partia Ochrony Praw Człowieka (Human Rights Protection Party, HRPP) i powołane przez rozłamowców z HRPP ugrupowanie Faʻatuatua i le Atua Samoa ua Tasi (FAST) zdobyły w liczącym 51 miejsc parlamencie (Zgromadzeniu Ustawodawczym) jednakową liczbę miejsc – 25. Do parlamentu wszedł ponadto jeden niezależny deputowany – Iosefo Ponifasio. Po wyborach obie partie podjęły rozmowy z Ponifasio na temat przyłączenia się do jednego z tych ugrupowań. 21 kwietnia 2021 Ponifasio ogłosił przystąpienie do FAST, jednak dzień wcześniej Biuro Komisarza Wyborczego ogłosiło, że aby wymagany przez konstytucję udział kobiet w parlamencie wynoszący co najmniej 10% został spełniony, utworzony został dodatkowy mandat. Objęła go Aliimalemanu Moti Momoemausu Alofa Tuuau, która ogłosiła przystąpienie do HRPP. Obie partie uzyskały zatem po 26 miejsc, co doprowadziło do impasu. 3 maja 2021 liderka FAST Naomi Mataʻafa wezwała sprawującego urząd premiera od 23 lat Tuilaʻepę Sailele Malielegaoi do uznania swojej porażki.
4 maja 2021 O le Ao o le Malo (głowa państwa) Samoa Tuimalealiʻifano Vaʻaletoa Sualauvi II ogłosił, że uznaje kwietniowe wybory za nieważne i zarządził nowe wybory na 21 maja. Naomi Mataʻafa uznała tę decyzję za niekonstytucyjną i zapowiedziała jej zaskarżenie w sądzie. 17 maja 2021 Sąd Najwyższy uchylił decyzję głowy państwa o rozpisaniu nowych wyborów, uznał też utworzenie dodatkowego miejsca w parlamencie za niekonstytucyjne, co dało FAST większość w parlamencie (26 miejsc wobec 25 dla HRPP). Sąd nakazał również, by wybrany w kwietniu parlament zebrał się w ciągu 45 dni od dnia wyborów. Decyzja sądu otworzyła drogę do sformowania rządu przez FAST.
24 maja 2021 Naomi Mataʻafa, jako pierwsza kobieta w historii Samoa, została zaprzysiężona na urząd premiera kraju. Ceremonia odbyła się w namiocie przed siedzibą parlamentu, do której premier nie wpuścił Naomi i działaczy FAST. Pierwszym krajem, który uznał Mataʻafę jako nowego premiera Samoa, była Mikronezja. Malielegaoi określił postawę FAST i Naomi Mataʻafy jako „zdradę”. 28 czerwca 2021 Sąd Najwyższy Samoa uznał zaprzysiężenie Mataʻafy za bezprawne i nieważne.
Kryzys zakończył się 23 lipca 2021, gdy Sąd Apelacyjny orzekł, że zaprzysiężenie Mataʻafy było prawnie wiążące. 26 lipca 2021 Malielegaoi uznał swoją porażkę.